# جاي رووي
جاي رووي (بالإنجليزية: Jai Rowe)‏ هو لاعب كرة قدم بريطاني، ولد في 8 أغسطس 2001 في نانيتون ‏ في المملكة المتحدة. لعب مع نونيتون بورو ‏.

## وصلات خارجية
- جاي رووي على موقع قاعدة بيانات كرة القدم.إي يو (الإنجليزية)
- جاي رووي على موقع Soccerbase.com (لاعب) (الإنجليزية)
- جاي رووي على موقع Soccerway.com (الإنجليزية)